# Бениш, Гюнтер

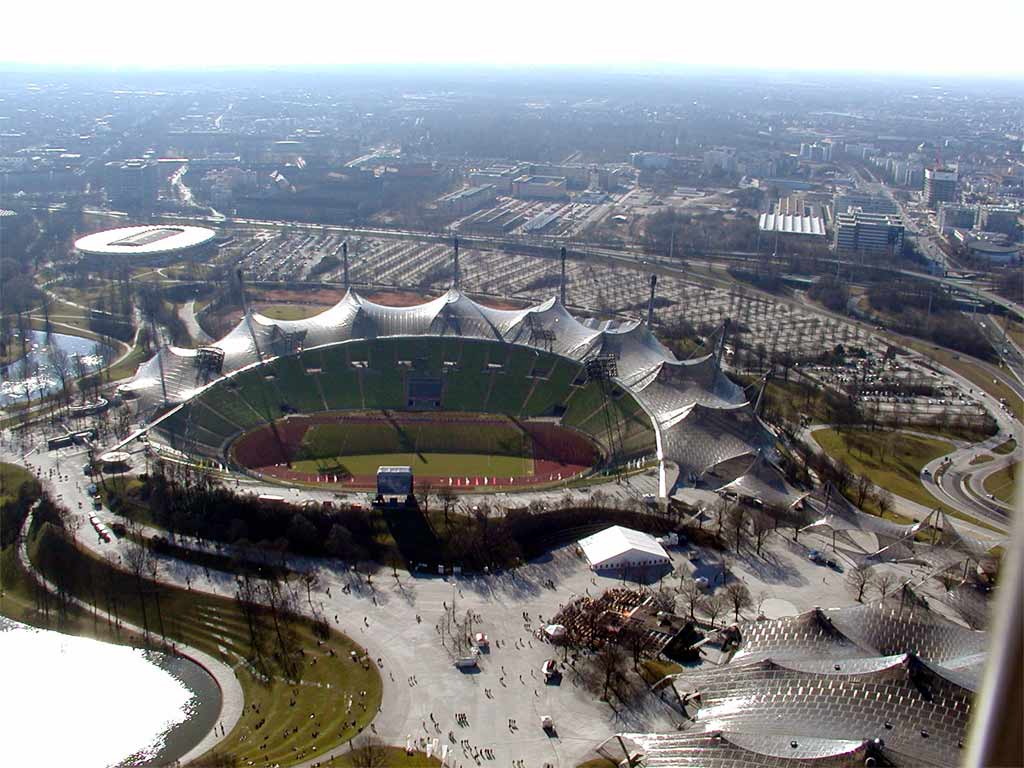
Построенный в 1972 году Олимпийский стадион в Мюнхене

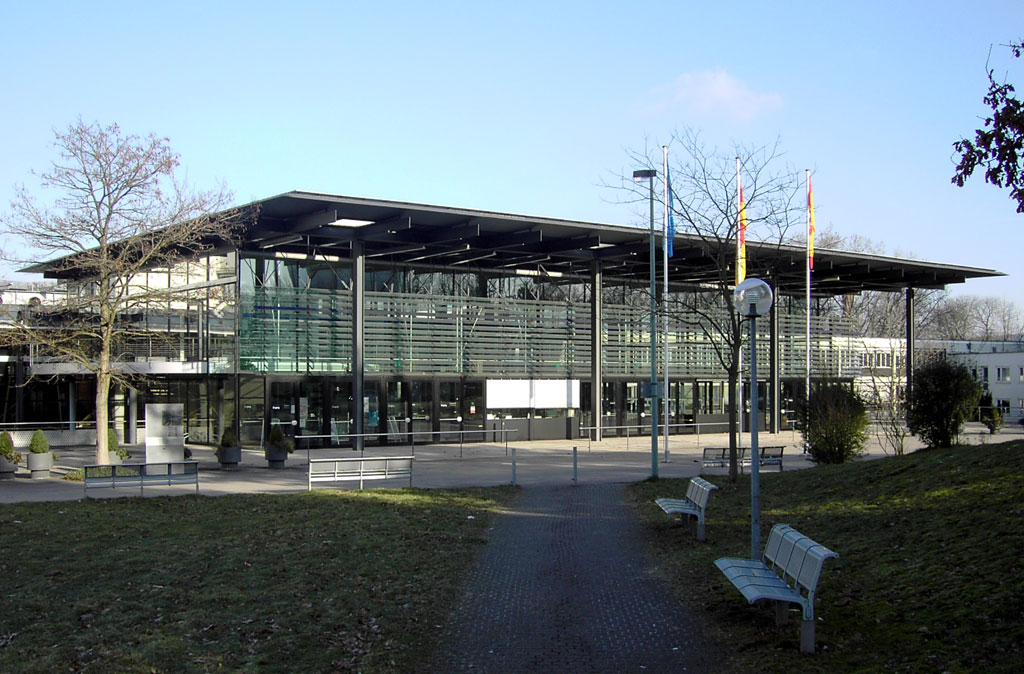
Построенный в 1992 году новый зал пленарных заседаний бундестага в Бонне

Гю́нтер Бе́ниш (нем. Günter Behnisch; 12 июня 1922, Дрезден — 12 июля 2010, Штутгарт) — немецкий архитектор, профессор архитектуры, участник Второй мировой войны. Мировую известность получил благодаря строительству Олимпийского парка в Мюнхене (1967—1972).

## Биография
Гюнтер Бениш вырос в Дрездене. В 1934 году его семья переехала в Хемниц. Ещё не достигший 18-летия Гюнтер был призван на службу в вермахт в 1939 году. Во время Второй мировой войны Бениш командовал подводной лодкой U-2337 и с окончанием войны попал в плен к британцам.
Вернувшись из Англии в 1947 году, Бениш поступил в Высшую техническую школу Штутгарта, где в 1947-1951 годах изучал архитектуру. По окончании учёбы в 1951—1952 годах работал в архитектурном бюро Рольфа Гутброда в Штутгарте.
В 1952 году Бениш открыл в Штутгарте собственное архитектурное бюро вместе с Бруно Ламбартом. В 1966 году была основана архитектурная группа Behnisch & Partner. В 1989 году сын Гюнтера Бениша Штефан открыл филиал в Штутгарте, вскоре в 1991 году ставший самостоятельным бюро Behnisch Architekten. В 1967—1987 годах Г. Бениш преподавал в Техническом университете Дармштадта и возглавлял одновременно местный институт стандартов.
В 1982 году Бениш был принят в члены Берлинской академии художеств, а в 1984 году получил звание почётного доктора Штутгартского университета. В 1996 году Бениш стал членом-соучредителем Саксонской академии художеств, где до 2000 года вёл класс архитектуры.
Гюнтер Бениш умер после продолжительной болезни в возрасте 88 лет в Штутгарте.

## Творчество
Гюнтер Бениш считается одним из наиболее известных представителей модернистской архитектуры в Германии и «сторонником демократического строительства без всякого рода статусной и властной символики» и получил прозвище «зодчий демократии». Созданные Бенишем сооружения, несущие «свободу в стеклянно-воздушных формах», определили образ ФРГ в мире, и особую роль в этом сыграли Олимпийский парк в Мюнхене, спроектированный для летних Олимпийских игр 1972 года и здание зала пленарных заседаний германского бундестага в Бонне. В Берлине, известном архитектурой в прусском и имперском стиле, Бениш создал очень смелый и прогрессивный проект здания Академии искусств.